# Saint-Jacut-les-Pins
Saint-Jacut-les-Pins é uma comuna francesa na região administrativa da Bretanha, no departamento Morbihan. Estende-se por uma área de 22,75 km². Em 2010 a comuna tinha 1 835 habitantes (densidade: 80,7 hab./km²).